# Лія Неанова
Лія Неанова (італ. Lia Neanova, при народженні Фанні Розенберг, у шлюбі Фелія Бліндерман; (2 липня 1883 , Одеса, Херсонська губернія  — 1964 , Бордіґера, Лігурія ) — російсько-італійська перекладачка, драматург, прозаїк. Дружина письменника Йосипа Феліна.

## Біографія
Народилася Лія Неанова 1883 року в Одесі. У 1904 році пошлюбила Осипа Абрамовича Бліндермана, який публікувався під псевдонімом Осип Фелін. Проживала з чоловіком у Парижі та Нансі. У 1906 році в Цюріху народилася їхня донька Ерна. З 1915 року проживала в Італії — спочатку в Лігурії (Вадо-Лігур, 1915—1916), потім в Римі (1917—1923), Неаполі (1923—1925) і Мілані (з 1925).
Публікувалася як російською, так і італійською мовами. У періодичних виданнях друкувалися її оповідання та комедії, у тому числі в часописах «Nuova antologia», «Epoca», «Le opere ei giorni», «Teatro per tutti». У 1925 році окремою книгою вийшов її роман «Безсмертя» (в тому ж році перекладено італійською мовою), потім в перекладі італійською роман «Forze oscure» (Темні сили, 1930) і написаний італійською роман «Una donna russa» (Російська жінка, 1945) про життя російської колонії в Римі.
Перекладала твори низки російських письменників італійською мовою, зокрема Федора Достоєвського, Лева Толстого, Іллі Еренбурга, Івана Шмелева, Пантелеймона Романова, Олександра Ситіна, Леоніда Андрєєва. У 1930-і роки писала комедії для італійського театру спільно з чоловіком і дочкою («Stelle spente», «Messalina», «La signorina lievito»), що публікувалися в журналі «Teatro per tutti: raccolta di commedie» і поставлені в Teatro Manzoni di Milano, а потім та іншими театрами . Серед драматичних публікацій — п'єси La signorina Lievito: commedia in tre atti (у співавторстві з дочкою) та Anna Karenina: riduzione teatrale (разом з чоловіком, 1931).
У зв'язку з прийняттям антисемітських законів її італійське громадянство було 1939 року анульовано. Останні роки життя провела у Бордігері, де похована на католицькому цвинтарі поряд із чоловіком. Донька — Ерна Бліндерман, що публікувалася під псевдонімом «Іріс Фелін» (італ. Iris Felyne, у шлюбі Гандольфі; 1906—1988), літераторка, перекладачка.

## Публікації
- Immortalità. Переклад італійською Federigo Verdinois . Roma: Stock, 1925.
- Forze oscure. Milano: Bietti, 1930. — 317 с.
- Anna Karenina: dramma в 4 atti e 5 quadri tratto dal romanzo omonimo di Leone Tolstoi / ricostruzione sintetica di Lia Neanova e Ossip Felyne. Milano, Edizioni Teatro per tutti, 1931.
- Una donna russa. Milano: F.lli Manara, 1945.

## Переклади
- Leonid Andreyew . Il valzer dei cani: poema della solitudine, dramma in 4 atti. unica traduzione autorizzata di I. Neamova, O. Feline e C. Castelli. Milano, Casa Editrice Sonzogno, 1927.
- FM Dostoevskij, Umiliati e offesi, traduzione di O. Felyne, L. Neanova e C. Giardini, Milano, Alpes, 1928.
- I. Šmelev, Memorie di un cameriere, tradotto direttamente dal Russo da Lia Neanova e Caesar Stadlin, Milano, ediz. Delta, 1928.
- LN Tolstoj, Padre Sergio, traduzione di Lia Neanova, Milano, Delta, 1929.
- IG Erenburg, L'amore di Gianna Ney: romanzo, traduzione integrale dal russo autorizzata dall'autore di Lia Neanova, Milano, Corbaccio, 1929; Milano: Dall'Oglio, 1966.
- AP Sytin, Il pastore delle stirpi: romanzo, traduzione dal russo di Lia Neanova, Milano, Modernissima, 1930.
- P. Romanov, Tre paia di calze di seta: romanzo russo, traduzione di Lia Neanova та Iris Felyne, Milano, Bietti, 1945.